# Constant Van Langhendonck
Constant Octave Van Langhendonck (Muizen, 3 februari 1870 – 1944) was een Belgisch ruiter.
Van Langhendonck nam deel aan het paardensport tijdens de Olympische Zomerspelen 1900. Van Langhendonck won verspringen op de rug van Extra-dry.

## Resultaten
- Olympische Zomerspelen 1900 in Parijs  verspringen